# Guardian Media Group
Guardian Media Group plc är ett företag i England som äger diverse massmedier, bland annat The Guardian och  The Observer. I februari 2010 såldes S&B Media och MEN Media, som bland annat äger Manchester Evening News.